# Concepción (Alajuelita)
Concepción è un distretto della Costa Rica facente parte del cantone di Alajuelita, nella provincia di San José.